# Cynthia japonica
Cynthia japonica är en fjärilsart som beskrevs av Hans Ferdinand Emil Julius Stichel 1908. Cynthia japonica ingår i släktet Cynthia och familjen praktfjärilar. Inga underarter finns listade i Catalogue of Life.